# Kandalf

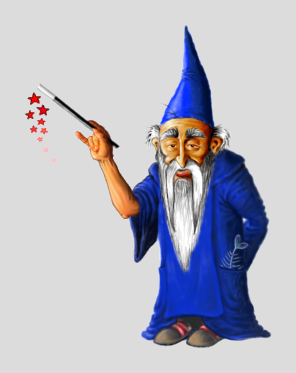
Kandalf, el mago de KDE.

Kandalf era la anterior mascota del proyecto KDE durante sus versiones 1.x y 2.x. Era el responsable de ofrecer las ktips (Kandalf's useful tips), unas amistosas sugerencias de uso, «el consejo del día». Esta utilidad estaba activada por defecto en el primer acceso a KDE, aunque podía ser fácilmente desactivada. En la versión 3.0 de KDE ya había desaparecido la figura de Kandalf, pero seguía siendo el consejero virtual de ktips.
En versiones posteriores de la serie 3.x fue reemplazado por Konqi, un dragón verde que ya había aparecido a veces en aplicaciones de KDE 2.x, debido posiblemente[cita requerida] a un incumplimiento de copyright, dada la similitud del nombre Kandalf con el del mago Gandalf, personaje de la novela El Señor de los Anillos, nombre que es una marca registrada de Tolkien Estate, la organización legal de la familia Tolkien que controla y gestiona el legado de J. R. R. Tolkien.